# Giovanni di Niccolò Mansueti
Giovanni di Niccolò Mansueti, parfois appelé Giovanni Mansueti (Venise, documenté de 1485 à 1526/1527) est un peintre italien actif à la fin du XVe  et au début du  XVIe siècle qui a été actif principalement dans sa ville natale.

## Biographie
Giovanni di Niccolò Mansueti a été élève de Gentile Bellini, dont il prolonge le style narratif. Dans les œuvres plus tardives, Mansueti suit le style de Cima da Conegliano et Vittore Carpaccio. L'un de ses tableaux se trouve dans une église près de Bagni di Lucca.

## Œuvres
- Miracles de la vraie croix (deux tableaux) (1494 et vers 1506), peints pour la Scuola di San Giovanni Evangelista, Accademia, Venise.
- Vie de saint Marc (3 scènes), pour la Scuola di San Marco,Gallerie dell'Accademia de Venise et Pinacothèque de Brera, Milan.
- Saint Marc expulsé de la synagogue (1499), Palais Liechtenstein, Vienne.
- Le Repas chez Emmaus,
- Vierge à l'enfant, saints et une donateur (1500-1505) Accademia, Venise.
- Le Baptême du Christ,
- Le Baptême de saint Anianus par saint Marc, Pinacothèque de Brera, Milan.
- La Guérison miraculeuse de la fille de Nicolò di Benvegnudo da San Polo, 1505-1506, huile sur toile, 359 × 296 cm, Gallerie dell'Accademia, Venise[1]
- St Jerome dans un paysage (aux alentours de 1490), huile sur toile, Bristol City Museum and Art Gallery.
- Saint Sebastien entre les saints Libéral et Grégoire, François et Roch (vers 1494) Gallerie dell'Accademia de Venise

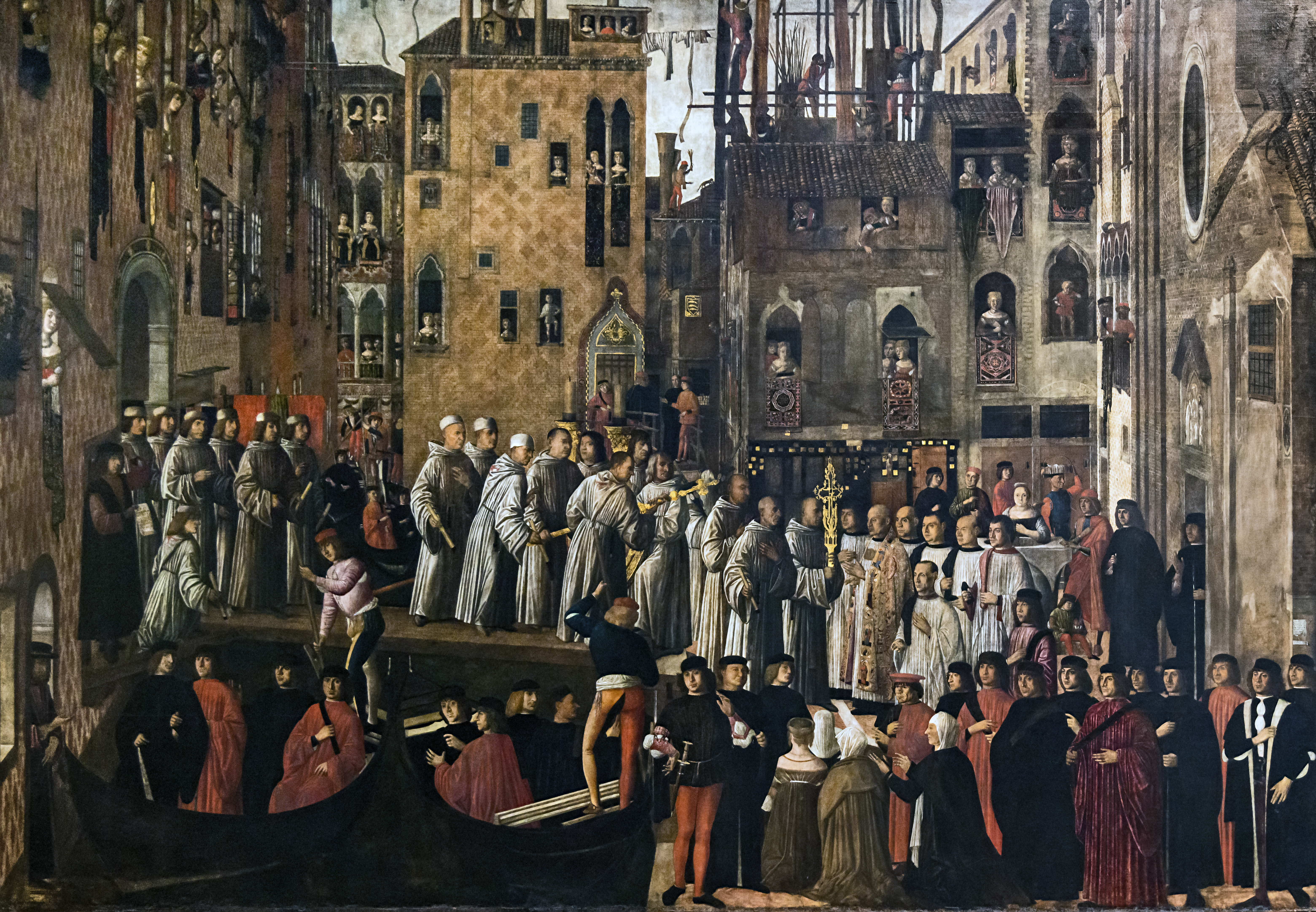
Miracles de la vraie croix Campo san Lio Accademia, Venise.
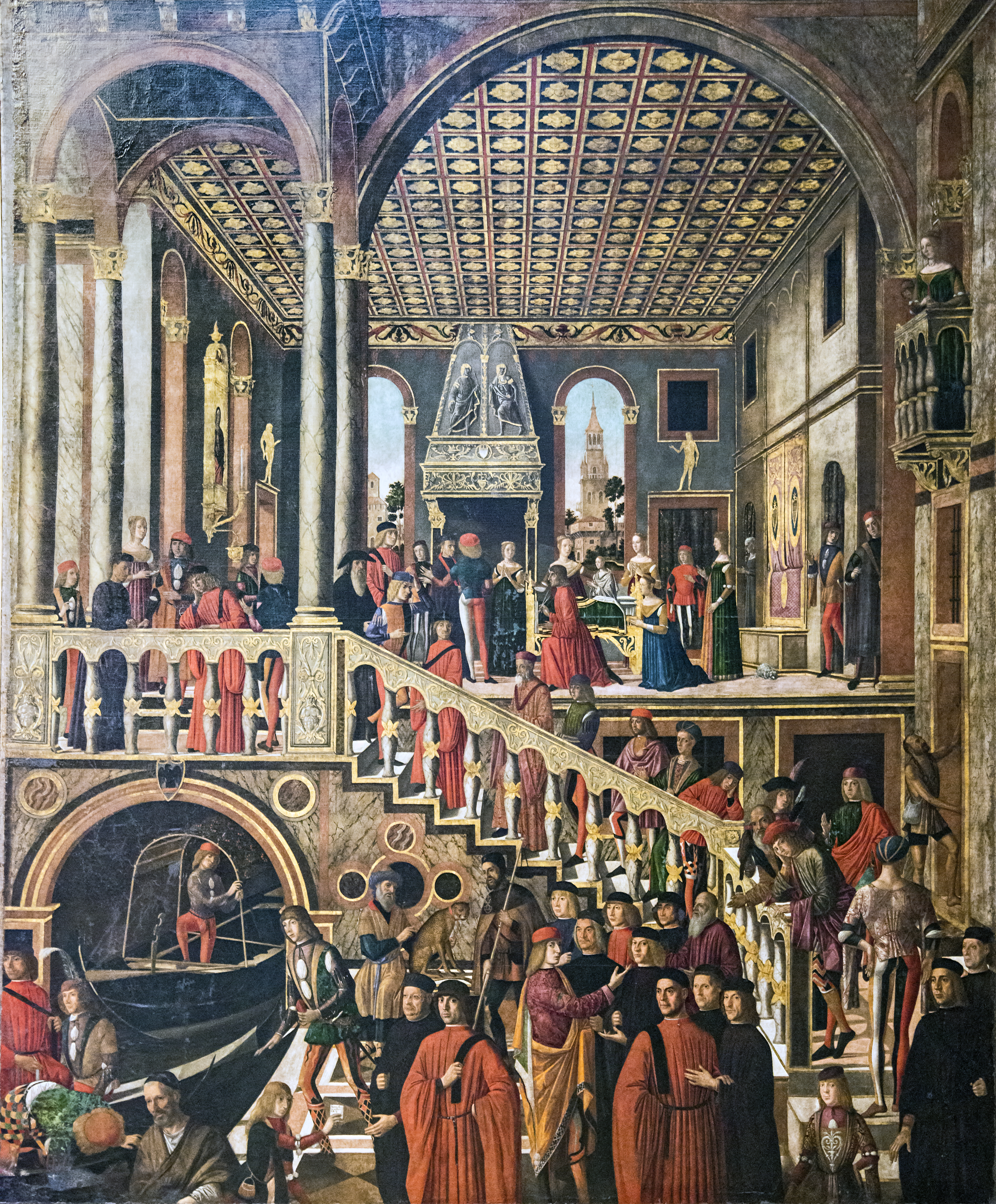
La guérison miraculeuse de la fille de Benvegnudo di San Polo Accademia, Venise.
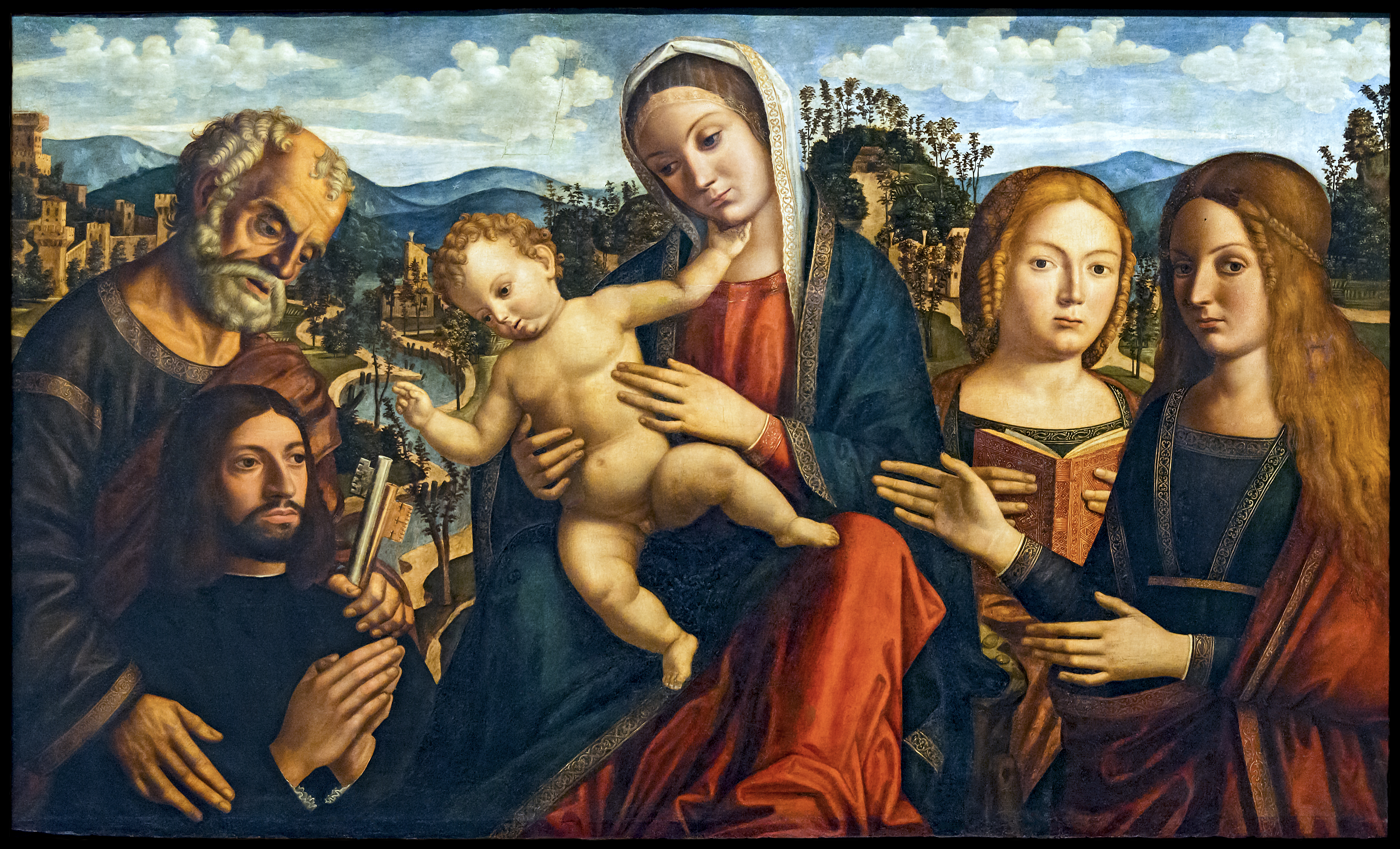
Vierge à l'enfant, saints et une donateur Accademia, Venise.
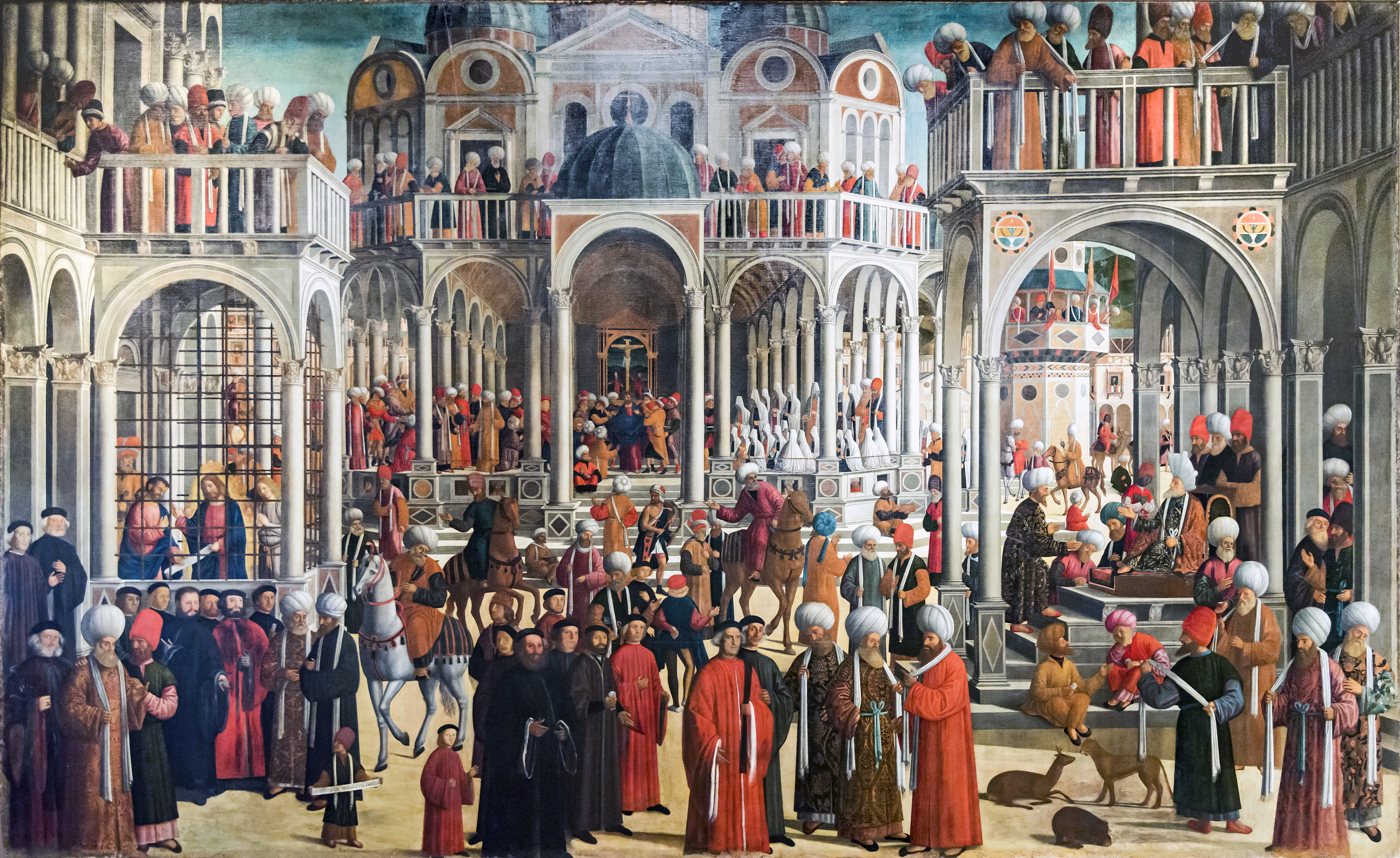
Scènes de la vie de Saint Marc Accademia, Venise.
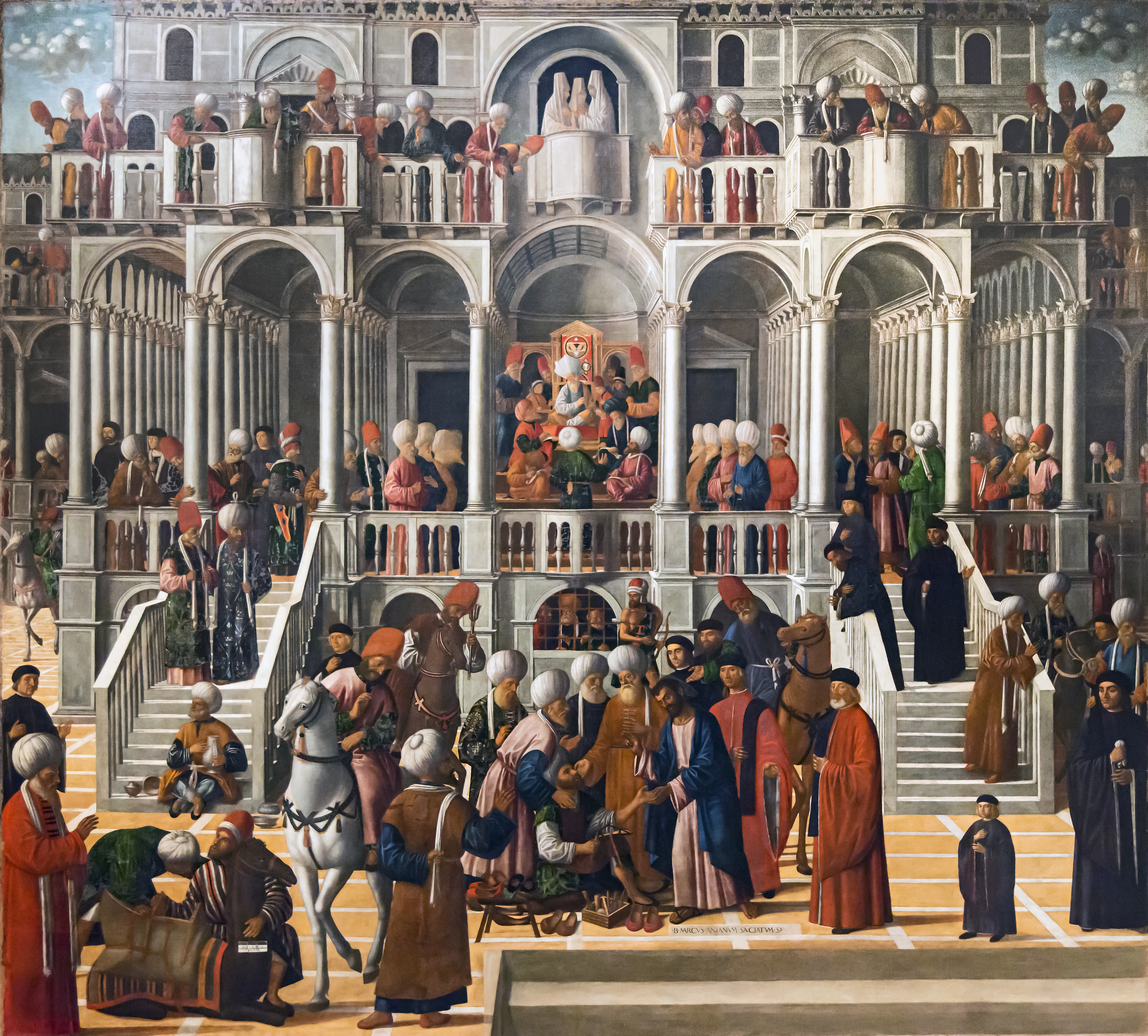
Saint Marc guérit Anianus d'Alexandrie Accademia, Venise.
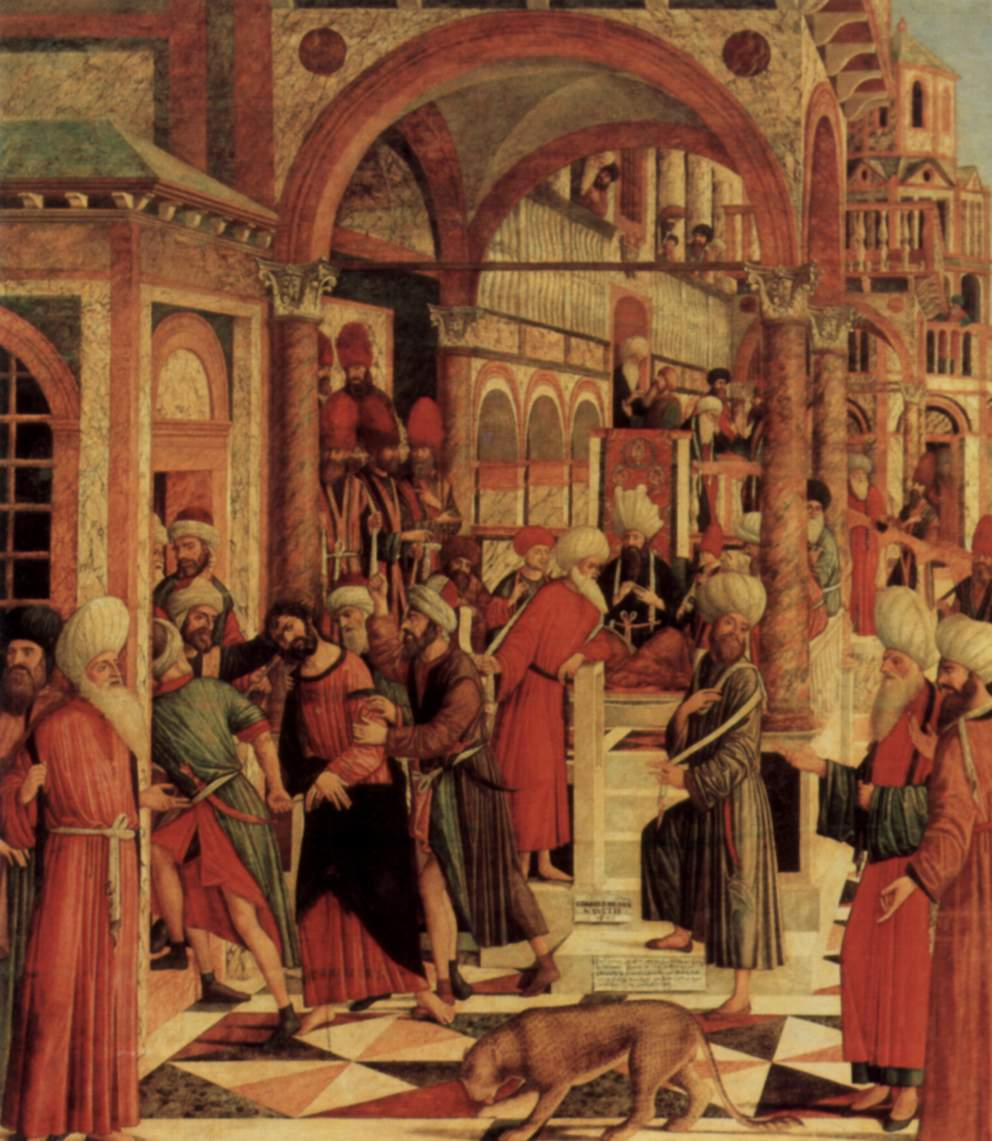
'Saint Marc expulsé de la synagogue (1499), Palais Liechtenstein, Vienne.

## Sources
- (en) Cet article est partiellement ou en totalité issu de l’article de Wikipédia en anglais intitulé « Giovanni di Niccolò Mansueti » (voir la liste des auteurs).